# Operacija Fenix
Operacija Fenix naziv je za obrambene pripreme i moguće napadne mjere Zbornoga područja Osijek Hrvatske vojske u sklopu operacije Oluje. Akcija nije bila tek pasivne naravi t.j. trpljenje srpskih zračnih, topničkih i pješačkih napada. U slučaju aktiviranja srpskog napada, diplomatskih prepreka više nije bilo s obzirom na srpsko kršenje primirja na tom dijelu bojišta i hrvatske snage smjele su prijeći u protunapad i oslobađanje sjeveroistoka Hrvatske. HV je ovim planom predvidila izravno uključivanje SRJ. Slična je operaciji Zidu sprovedenoj nekoliko mjeseci prije.

## Cilj
Cilj je bio osigurati da tijekom operacije Oluje glavninu hrvatskih snaga ne uznemiravaju Vojska Jugoslavije i dio Vojske Republike Srpske. Obrambena zadaća Južnoga bojišta zvala se Maestral.

## Zadaće i opremljenost zaraćenih strana
Osjetljivost zadaće ZP Osijek bila je povećana zbog nizinskoga, tenkoprohodna zemljišta i logorovanja dijelova Vojske Jugoslavije u Vojvodini i Srijemu. Zbog toga je obrambena crta ZP Osijek postavljena na dvama obrambenim pojasima. Posjele su ih pričuvne postrojbe. Dvije gardijske brigade HV bile su u operativnoj pričuvi sa zadaćom protunapada na srpske snage u slučaju da one probiju hrvatsku crtu obrane. Cilj obrane prije svega bio je usmjeren ka onemogućavanju prodor srpskih snaga na pravcima Šid – Županja i Ernestinovo – Čepin te stvaranja uvjeta za prelazak u protuofenzivu na pravcu Borinačka kosa – Bobotski kanal – Trpinja. Za akciju su angažirane sve snage ZP Osijek: dvije gardijske brigade, pet pričuvnih brigada i sedam domobranskih pukovnija. Za pomoć su pridodane jedna brigada iz ZP Bjelovar i dijelovi triju brigada i jedne bojne iz sastava podstožernih postrojba Glavnoga stožera HV-a, dio eskadrile protuoklopnih borbenih helikoptera. Mobilizirane postrojbe uvedene su na crtu 2. i 3. kolovoza, a postrojbe policije 5. kolovoza 1995. Obavještajni izvori VJ procijenili su da su hrvatske snage jakosti oko 35 tisuća ljudi spremnih za napasti smjesta na okupirano Podunavlje.
Zadaća t.zv. Srpske Vojske Krajine bila je jednostavna: odsudnom obranom obraniti teritorij koji je 1991. za njih okupirala JNA, a negdje čak i prijeći u napad i napraviti korekciju crta za dobiti veću stabilnosti t.zv. RSK, operativnu dubinu i ozemlje koje bi služilo u pregovorima. Pobunjeničkim srpskim snagama obrana se je uglavnom temeljila na jakim prirodnim preprjekama, koje je nakon slamanja hrvatskoga napada trebalo pojačati na rijekama Kupi i Savi na Banovini, Mrežnici na Kordunu, planinskome lancu Velebita i na dijelu moru između Šibenika i Biograda. U Slavoniji je čak planirano odsijecanje spačvanskih šuma i izlazak na rijeku Savu radi spajanja sa snagama Vojske Republike Srpske. Napad je trebala podržati vrlo jaka operativna skupina Vojske Jugoslavije. Stopram pred Oluju na okupiranom hrvatskom Podunavlju 11. korpus SVK mobiliziran je po ratnoj formaciji i popunjen 100 posto. Bio je jakosti oko 20 tisuća ljudi, 124 tenka i 195 topničkih oruđa za potporu te ostale ratne tehnike. VJ je smatrala da su snage SVK slaba borbena morala te da bi izdržale najviše dva dana pred udarom HV. Radi obrane mostova na Dunavu, Savi i Drini, VJ je zaposjela paljbene položaje s 13 topničko-raketnih bitnica. Za obranu pobunjeničke srpske paradržave u okupiranom hrvatskom Podunavlju VJ je organizirala na Dunavu, u Bačkoj i Srijemu postrojbe jačine pet brigada Kopnene vojske i dvije brigade za potporu s mirnodopskim sastavom koje je izdvojila iz 1. armije, čije zapovjedništvo si je smjestilo izdvojeno zapovjedno mjesto na Frušku goru. Dvije brigade Korpusa specijalnih snaga VJ je stacionirala na području Sombora. Duž cijele granice s RH i BiH srpsko-crnogorska federacija imala je angažiranih 12 tisuća ljudi, 172 tenka, 95 oklopnih transportera i ino, a mogla je još angažirati oko 6700 ljudi u četirima brigadama u roku od jednog do dva dana.